# 네이메헌 조약

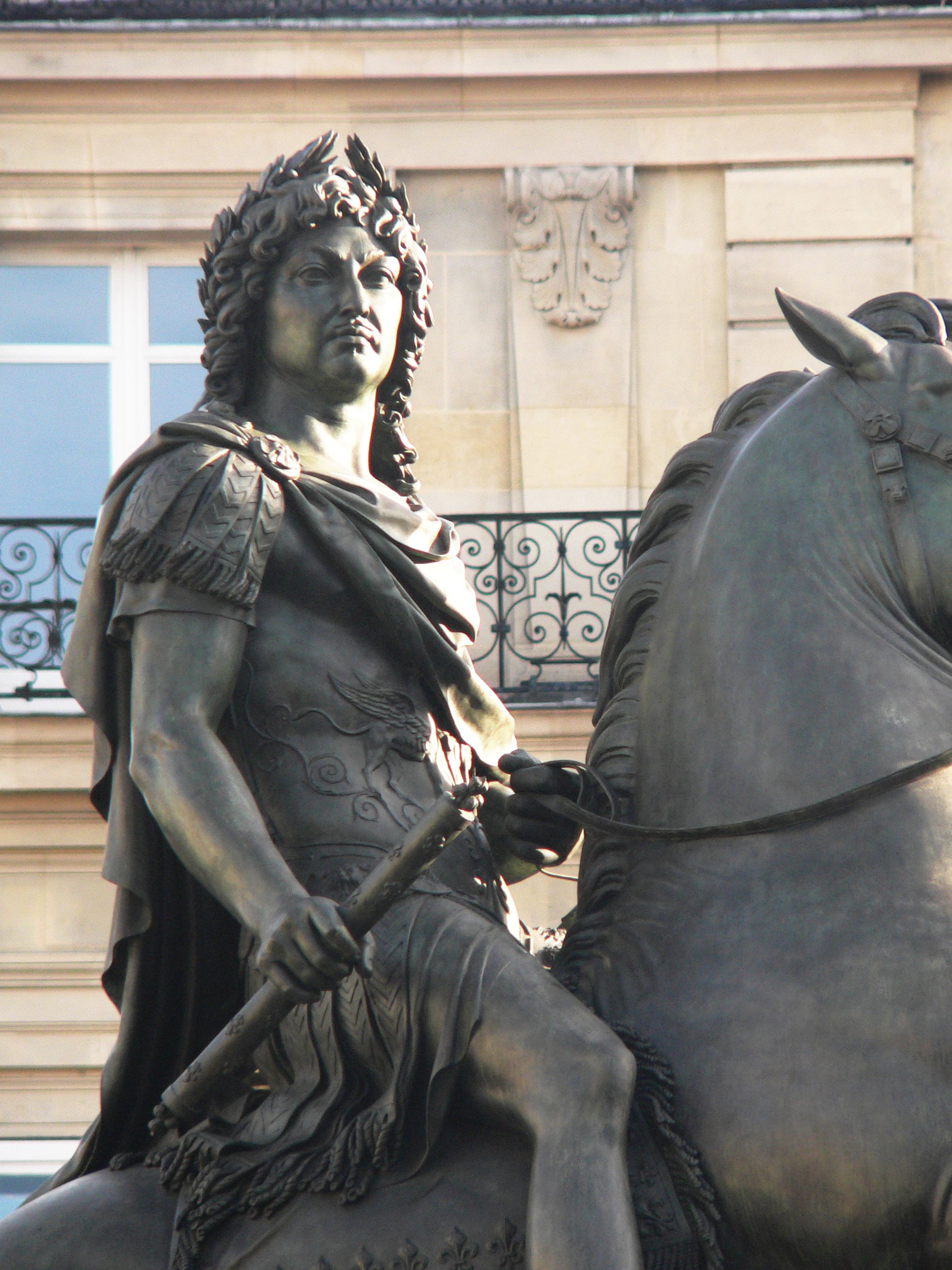
네이메헌 조약 체결을 기념하기 위해 프랑스 파리에 설립된 루이 14세 동상

네이메헌 조약(프랑스어: Traités de Paix de Nimègue, 독일어: Friede von Nimwegen)은 1678년 8월부터 1679년 12월 사이에 네덜란드 공화국의 네이메헌에서 프랑스 왕국, 네덜란드 공화국, 스페인, 브란덴부르크프로이센 공국, 스웨덴, 덴마크-노르웨이, 신성 로마 제국, 뮌스터 주교령 사이에 체결된 평화 조약이다.
이 조약은 1672년부터 1678년까지 일어난 프랑스-네덜란드 전쟁을 종식시키기 위한 차원에서 체결되었다. 이 조약에 따라 프랑스는 상속 전쟁에서 얻지 못했던 프랑슈콩테, 플랑드르 지방의 여러 도시들을 획득했다. 대신 프랑스는 마스트리흐트를 네덜란드에 반환하면서 철수하게 되었다.